# ハイクビジョン
ハイクビジョン（簡体字中国語: 杭州海康威视数字技术、英: Hangzhou Hikvision Digital Technology Co., Ltd.）は、中華人民共和国浙江省杭州市に本社を置く防犯カメラ及びレコーダー企業。中国電子技科集団（通称：CETC）の子会社が所有する企業である。アメリカ合衆国商務省産業安全保障局によるエンティティ・リストの掲載企業である。

## 概要
2001年に創立。当初はハネウェルなど外国製品のOEMを行っていたが、2007年から海外進出を始め、アメリカ同時多発テロと中国政府の天網計画を追い風に2011年から2017年にかけて世界最大の監視カメラメーカーとなり、2017年時点の世界シェアは38％ともされた。2010年代からアメリカ合衆国でもシェアを伸ばしてアメリカ合衆国の警察やアメリカ国防兵站局も導入し、カリフォルニア州職員退職年金基金などのアメリカの公的年金基金も投資を行っていた。
2018年に米中貿易戦争を受けて成立した国防権限法によって同じ中国企業で監視カメラ世界シェア2位のダーファ・テクノロジーや通信機器世界最大手のファーウェイなどとともにアメリカ合衆国の政府調達から排除されたが、政府調達の禁止後も米フロリダ州の海軍基地の購入やピーターソン空軍基地など複数の米軍基地や政府施設で3000台近くのハイクビジョンやダーファの監視カメラが撤去されていなかったことが問題となった。

## ハイクビジョンをめぐる各国の動き
アメリカ合衆国商務省産業安全保障局によるエンティティ・リストの掲載企業である。

## 役職
会長の陳宗年全国人民代表大会に参加している。

## 日本法人
日本法人は、HIKVISION JAPAN 株式会社（ハイクビジョンジャパン、英語: Hikvision Japan K.K.）という名称で2019年設立。東京都港区に日本支社を置く。通称は、「ハイクビジョン・ジャパン」。